# جيمس مايكل لافتري
جيمس مايكل لافتري (بالإنجليزية: James Michael Lafferty)‏ هو عالم نفس وشخصية أعمال أمريكي، ولد في 1 يونيو 1963.

## وصلات خارجية
- الموقع الرسمي